# مدينة هرم
هَرَم (بخط المسند: ) (تعرف حالياً بـ خربة همدان أو خربة آل علي) هي مدينة قديمة يعود أقدم ذكر لها إلى القرن الثامن قبل الميلاد، وأطلالها حالياً في شمال الجوف في اليمن، على ارتفاع حوالي 1100 متر فوق مستوى سطح البحر. تحدها المرتفعات اليمنية في الشمال، في الغرب منها مدينة كمناهو القديمة، في الشرق من قرناو القديمة (معين الحديثة)، وفي الجنوب غيل المعروفة أيضا باسم قرية الحزم.

## التاريخ
في العصور المبكرة، كانت هرم مملكة مستقلة، ذات كيان سياسي مستقل؛ وبحلول القرن السابع قبل الميلاد أصبحت -هرم- جزءً من مملكة سبأ تحت حكم ملكها آنذاك كرب إل وتر. أثناء حرب سبأ ضد أوسان ومدينتي نشان ونشق، دعم الملك الحميري ملك سبأ بجيش بقيادة لواء من قبيلة نعمان. ومنذ ذلك الوقت، تم تشييد معبد بنات عاد أمام أبواب مدينة الهرم، ويحتوي هذا المعبد على العديد من النقوش المزخرفة، بما في ذلك بعض النقوش إله مدينة هرم المسمى مـتَـبْـنـطـيان ().

## ملوك هرم
لم يُعرف خلال هذه الفترة سوى بضع أسماء ملوك، إذ يحمل ثلاثة أشخاص لقب "ملك هرم"، هم:
1. يذمر ملك (نحو سنة 700 ق.م)، يوجد دائما مع اسم يضاف إليه أولا "يعثر"، وفيما بعد ابنه وتر إيل.
2. وتر إيل ذرحان بن يذمر ملك (نحو سنة 650 ق.م).
3. معديكرب ريدان بن هوترعثت (نحو سنة 200 ق.م إلى 150 ق.م).

وتوجد شخصيات أخرى ذكرت دون لقب، مثل:
- يَهَر إيل.
- أليم هِلال وَقَه
- إليكبير أمر (حوالي سنة 550 ق.م).
- يشهر ملك نبط (نحو سنة 500 ق.م).[3][4]